# Почётные профессора МГУ имени М. В. Ломоносова
В данном списке перечислены люди, удостоившиеся звания «Почётный профессор» МГУ им. М. В. Ломоносова, высшего отличия данного вуза.
- Абламейко, Сергей Владимирович, белорусский математик, ректор БГУ (2014)
- Азаров, Николай Янович, украинский ученый и политик, член-корреспондент Национальной академии наук Украины, доктор геолого-минералогических наук (2014)
- Айтматов, Чингиз Торекулович, писатель (2004)
- Айхофф, Увэ, немецкий физик (2006)
- Акаев, Аскар Акаевич, физик и политик, первый Президент Киргизии (1996)
- Акчурин, Ренат Сулейманович, хирург, академик РАМН (2004)
- Алексий II, 15-й Патриарх Московский и Всея Руси (1993)
- Алиев, Гейдар Алирза оглы, 3-й Президент Азербайджана (2002)
- Алиев, Ильхам Гейдар оглы, 4-й президент Азербайджана (2008)
- Алфёров, Жорес Иванович, физик, лауреат Нобелевской премии (2001)
- Альетто, Мауро, итальянский химик (2004)
- Анодина, Татьяна Григорьевна, специалист по системам управления воздушным движения (2015)
- Антисери, Дарио, итальянский историк философии (2002)
- Антониу, Иоаннис, греческий физик (1998)
- Архипова, Ирина Константиновна, оперная певица (2001)
- Барретт, Крэйг, американский инженер и предприниматель, директор корпорации «Intel» (2000)
- Бейм, Клаус, немецкий социолог и экономист (2010)
- Белич, Александр, югославский языковед, президент Сербской академии наук (1947)
- Берлянд, Леонид[англ.], американский математик (2017)[3]
- Бернал, Джон, английский физик и общественный деятель (1956)
- Биньями, Джованни Фабрицио, итальянский астрофизик (2013)
- Бокерия, Лео Антонович, хирург, академик РАМН (2011)
- Бокова, Ирина Георгиева, болгарский дипломат, генеральный директор ЮНЕСКО (2011)
- Бор, Нильс Хенрик Давид, датский физик, лауреат Нобелевской премии (1961)
- Борубаев, Алтай Асылканович, киргизский математик и государственный деятель (2001)
- Васильев, Владимир Викторович, артист балета и балетмейстер (1995)
- Вишневская, Галина Павловна, оперная певица (2007)
- Вунш, Гийом, бельгийский социолог (1999)
- Гагарина, Елена Юрьевна, искусствовед, директор музея «Московский Кремль» (2017)[4]
- Гадамер, Ганс Георг, немецкий философ (2000)
- Ганди, Индира, Премьер-министр Индии (1971)
- Гварамия, Алеко Алексеевич, математик, ректор Абхазского университета (2013)
- Генри, Питер, английский исследователь русской литературы (2001)
- Гергиев, Валерий Абисалович, дирижёр, народный артист России (2001)
- Гёринг, Хорст — известный немецкий физиолог растений, профессор, доктор наук. Широкое признание получил за изучение роли активных и пассивных процессов мембранного транспорта моно- и дисахаридов у растений (2017)[4]
- Гляйтер, Рольф[нем.], немецкий химик (2003)
- Грис, Томас Герхард, немецкий инженер, профессор Технического университета Ахена (2013)
- Гроф, Станислав, американский психолог и психиатр (2007)[5]
- Данжуа, Арно, французский математик (1956)
- Добронравов, Николай Николаевич, советский и российский поэт-песенник (2015)
- Дроздов, Николай Николаевич, российский ученый-зоолог, профессор, общественный деятель, телеведущий
- Жданов, Юрий Андреевич, химик, член-корреспондент РАН (2003)
- Жискар д’Эстен, Валери, Президент Франции с 1974 до 1981 (2015)
- Залиханов, Михаил Чоккаевич, геофизик, академик РАН (2003)
- Зыкина, Людмила Георгиевна, певица, народная артистка СССР (2002)
- Иванов, Георге, 4-й Президент Македонии (2014)
- Иларион (Алфеев), митрополит (2018)[6]
- Ирвин, Пол[англ.], американский научный и общественный деятель (2002)
- Икэда, Дайсаку, японский религиозный и общественный деятель (2002)
- Йонат, Ада, израильский учёный-кристаллограф, лауреат Нобелевской премии по химии (2015)
- Капаччиоли, Массимо[итал.], итальянский астроном (2010)
- Капица, Сергей Петрович, физик и популяризатор науки (2010)
- Каранфиловски, Максим, македонский филолог-русист (2008)
- Кариле, Антонио, итальянский историк-медиевист (2001)
- Каримов, Ислам Абдуганиевич, первый Президент Узбекистана (2001)
- Карпов, Анатолий Евгеньевич, гроссмейстер, неоднократный чемпион мира по шахматам (2001)
- Квасьневский, Александр, 3-й Президент Польши (2004)
- Киёси Яамада, японский общественный деятель (2011)
- Ким, Йонг О, южнокорейский религиозный деятель (1994)
- Кирилл, 16-й Патриарх Московский и Всея Руси (2011)
- Клаус, Вацлав, 2-й президент Чехии (2007)
- Клуге, Рольф-Дитер, немецкий филолог-славист (1995)
- Кобзон, Иосиф Давыдович, певец, народный артист СССР (2008)
- Ковальчук, Михаил Валентинович, физик, член-корреспондент РАН (2016)
- Козулин, Александр Владиславович, белорусский государственный деятель(2001)
- Коллинз, Джеймс Франклин, американский дипломат и востоковед (2001)
- Колтерманн, Петер, немецкий географ (2014)
- Кончаловский, Андрей Сергеевич, кинорежиссёр и культуролог (2017)
- Крооненберг, Соломон[нидерл.], голландский геолог и географ (2008)
- Крумбайн, Вольфганг, немецкий микробиолог (2000)
- Кучма, Леонид Данилович, Президент Украины (1998)
- Лам, Кин Йон, вице-президент Наньянского технологического университета, Сингапур (2016)[7]
- Ли, Ки-Су, южно-корейский юрист и общественный деятель (2011)
- Ли Ланьцин, китайский государственный деятель (2000)
- Липунов, Владимир Михайлович, астрофизик, руководитель(создатель) Глобальной сети телескопов-роботов МАСТЕР МГУ, первой Машины Сценариев (2018)
- Логачёв, Юрий Иванович, физик, специалист в области космических лучей (2015)
- Лорберт, Йорг, немецкий физик (2001)
- Лужков, Юрий Михайлович, государственный деятель, мэр Москвы (1996)
- Лукашенко, Александр Григорьевич, Президент Республики Беларусь (1996)
- Магариньос, Карлос Альфредо[англ.], государственный деятель Аргентины (1999)
- Магеррамов, Абель Мамедали оглы, азербайджанский химик, ректор Бакинского университета (2015)
- Маейер, Бернд[нем.], немецкий специалист в области энергетки, ректор университета Фрейбурга (2015)
- Майор Сарагоса, Федерико, испанский биолог и писатель, министр образования (1998)
- Макаров, Валерий Леонидович, экономист (1999)
- Макриденко, Леонид Алексеевич, разработчик космических систем, Генеральный директор «ВНИИЭМ» (2016)
- Максимова, Екатерина Сергеевна, балерина, народная артистка СССР (1995)
- Малькевич, Владислав Леонидович, директор «Экспоцентра», подарил МГУ личную коллекцию живописи (2016)
- Манди, Крейг Джеймс[англ.], вице-президент компании «Microsoft» (2006)
- Маркович, Мириана, югославский социолог, супруга Президента Милошевича (1996)
- Мацуев, Денис Леонидович, пианист, народный артист России (2011)
- Мацумаэ, Ёсиаки, японский общественный деятель (2013)
- Мацумаэ, Норио, японский ученый (1998)
- Мацумаэ, Тацуро, японский общественный деятель, почетный гость-профессор МГУ (1982)
- Меджитов, Руслан, американский иммунолог, выпускник аспирантуры МГУ (2012)
- Медоуз, Деннис, американский ученый (2004)
- Метакидес, Георг, греческий математик (1999)
- Минниханов, Рустам Нургалиевич, государственный деятель, Президент Республики Татарстан (2016)
- Можен, Жерар, французский ученый-механик (2001)
- Мочубела, Джейкоб Секу, южноафриканский дипломат, выпускник химического факультета МГУ (2005)
- Мустайоки, Арто, финский филолог-русист (1999)
- Мюллер, Герхард, немецкий ученый, специалист в области лазерной медицины (1997)
- Назарбаев, Нурсултан Абишевич, политический деятель, Президент Республики Казахстан (1996)
- Накасонэ, Ясухиро, государственный деятель, Премьер-министр Японии (1993)
- Неедлы, Зденек, чешский историк (1953)
- Никандров, Николай Дмитриевич, ученый-педагог (2007)
- Николаев, Владимир Иванович, советский, российский физик (2000)
- Николаев, Михаил Ефимович, государственный деятель, Президент Якутии (1996)
- Николини, Клаудио[итал.], итальянский биофизик (2010)
- Обути, Кэйдзо, политический деятель, Премьер-министр Японии (1998)
- Окада, Мицуру, японский ученый, деятель системы образования (1995)
- Осипов, Юрий Сергеевич, математик и механик, академик РАН (1996)
- Пак Ен-До, южнокорейский экономист и государственный деятель (1996)
- Пальмиери, Фердинандо, итальянский биохимик (2010)
- Пальцев, Михаил Александрович, патологоанатом, академик РАН (2004)
- Пан Ги Мун, генеральный секретарь ООН (2008)
- Папа, Серджио, итальянский биохимик (2005)
- Пахмутова, Александра Николаевна, композитор, народная артистка СССР (2017)
- Пашаева, Наргиз Ариф кызы, азербайджанский филолог, организовала филиал МГУ в Баку (2015)
- Пенда, Чжао, китайский геолог (2001)
- Петтерссон, Ральф, шведский биохимик (1999)
- Плисецкая, Майя Михайловна, балерина, народная артистка СССР (1993)
- Погудин, Олег Евгеньевич, певец, народный артист РФ (2024)
- Поляков, Мартин, английский химик (1999)
- Примаков, Евгений Максимович, экономист-международник, государственный деятель (1998)
- Примо, Ровис, итальянский меценат и общественный деятель, подарил МГУ коллекцию минералов (2005)
- Пунгор, Ерно, венгерский химик (1999)
- Пьявко, Владислав Иванович, оперный певец, народный артист СССР (2004)
- Радхакришнан, Сарвепалли, индийский философ, дипломат и государственный деятель (1956)
- Реале, Джованни, итальянский философ (2002)
- Райан, Джон, американский ученый и администратор образования (1999)
- Рахмон, Эмомали, президент Таджикистана (2009)
- Ресин, Владимир Иосифович, государственный деятель (2002)
- Ритта, Мария Жозе[порт.], общественный деятель, первая леди Португалии (2001)
- Рихтер, Михаил Вильгельмович, профессор акушерства и гинекологии врачебного факультета МГУ (1850)
- Саглам, Мехмет, турецкий юрист и общественный деятель (1994)
- Саранцацрал, Цэрэнчимэдийн, монгольский филолог-русист (2010)
- Саргсян, Серж Азатович, Президент Армении (2011)
- Светланов, Евгений Фёдорович, дирижёр и композитор, народный артист СССР (1995)
- Сингх, Манмохан, государственный деятель, премьер-министр Индии (2005)
- Сказа, Александр, словенский филолог-славист (1999)
- Сойфер, Валерий Николаевич, советский правозащитник, выпускник МГУ, американский биолог (2003)
- Соловьёв, Владимир Алексеевич, советский лётчик-космонавт (2017)[8]
- Соломин, Юрий Мефодьевич, художественный руководитель Малого театра (2013)
- Спиваков, Владимир Теодорович, скрипач, народный артист СССР (2002)
- Сукарно, Президент Индонезии (1956)
- Сэн Сосицу[англ.], японский мастер чайной церемонии (1990)
- Табаков, Олег Павлович, актёр, народный артист СССР (2004)
- Такамацу, Кадзуо, японский экономист и администратор образования (1991)
- Терешкова, Валентина Владимировна, первая в мире женщина-космонавт (2013)
- Трубецкой, Александр Александрович, потомок ректора Московского университета Сергея Трубецкого, играет большую роль в судьбе российской диаспоры за рубежом (2017)[8][9]
- Ункович, Слободан, югославский экономист и общественный деятель (1990)
- Фаркаш, Берталан, венгерский космонавт (2015)
- Федосеев, Владимир Иванович, музыкант, народный артист СССР (2006)
- Фере, Жерар, французский химик (2014)
- Кастро Диас-Баларт, Фидель, сын Фиделя Кастро, кубинский государственный деятель, выпускник физического факультета МГУ (2013).
- Фостер, Уильям, американский коммунист, деятель рабочего движения (1961)
- Хальтер, Марек, французский общественный деятель (1998)
- Хатами, Мохаммад, 5-й Президент Ирана (2001)
- Хворостовский, Дмитрий Александрович, певец, народный артист РФ (2006)
- Хи-Ченг, Жанг[англ.], китайский и американский специалист по лазерным технологиям (2012)
- Ху, Хайянь, китайский учёный-механик (2015)
- Хуан, Рамон де ла Фуэнте[англ.], мексиканский государственный деятель (2006)
- Цэрэнчимэдийн, Саранцацрал, профессор Монгольского государственного университета
- Церетели, Зураб Константинович, скульптор, художник-монументалист, народный художник СССР и РФ, президент РАХ (2004)
- Циглер, Питер[англ.], швейцарский геолог (1998)
- Цишанг, Хайнер, немецкий математик (1997)
- Цуцуми, Cэйдзи, японский бизнесмен и поэт, почетный гость-профессор МГУ (1982)
- Чазов, Евгений Иванович, врач и общественный деятель, министр здравоохранения СССР (2002)
- Черномырдин, Виктор Степанович, государственный деятель, Председатель Правительства РФ (1997)
- Чжан Дэгуан, китайский дипломат (2009)
- Чо, Чунг Вон, южнокорейский ученый и общественный деятель (2000)
- Чучалин, Александр Григорьевич, хирург, академик РАН (2009)
- Чэнь, Чжили, китайский государственный деятель (2007)
- Шевченко, Юрий Леонидович, хирург, академик РАН (2008)
- Шефер, Герхард, немецкий биолог (1995)
- Шкурко, Александр Иванович, историк, директор Исторического музея (2006)
- Шохин, Александр Николаевич, государственный деятель (2007)
- Штайльманн, Клаус[нем.], немецкий предприниматель и общественный деятель (2000, 2003)
- Щедрин, Родион Константинович, композитор (2007)
- Эбелинг, Вернер[нем.], немецкий физик (2006)
- Эль Хассан, Бин Талал, иорданский востоковед (2005)
- Эммонс, Теренс, американский историк-русист (2005)
- Юодка, Бенедиктас, биохимик, ректор Вильнюсского университета (2010)[10]
- Юровский, Владимир Михайлович, дирижёр (2016)[11]
- Янукович, Виктор Фёдорович, президент Украины (2010)[12]